# Powiat de Namysłów
Le powiat de Namysłów (en polonais : powiat namysłowski) est un powiat appartenant à la voïvodie d'Opole dans le sud-ouest de la Pologne.

## Division administrative
Le powiat comprend 5 communes :
- 1 commune urbaine-rurale : Namysłów ;
- 4 communes rurales : Domaszowice, Pokój, Świerczów et Wilków.